# Димитър Ангелов (историк)
Вижте пояснителната страница за други личности с името Димитър Ангелов.
Димитър Симеонов Ангелов е български историк.

## Биография
Завършва история в Софийския университет през 1939 година. Специализира византология в Мюнхен (1939 – 1943). Син на професора по римско и гражданско право Симеон Ангелов.
Доктор по византийска история в университета в Мюнхен (1943). Учител в Добрич от 1944 г. Асистент по история на Византия в Софийския университет (1944 – 1946). Доцент (1947 – 1949) и професор (от 1947). Член-кореспондент (1975 – 1979) и академик (от 1979) на БАН.
Декан на Философско-историческия факултет на СУ (1960 – 1963) (1968 – 1970). Ректор на института за чуждестранни студенти (1963 – 1966). Ръководител на Катедрата по история на България във Филологическия институт на СУ (1966 – 1973), както и на секцията по средновековна българска история в института по история при БАН (1966 – 1978). Директор на Археологически институт с музей при БАН (1971 – 1986) и генерален директор на Центъра по българистика (1986 – 1988). Секретар на централния съвет на Българското историческо дружество (1970 – 1976) и подпредседател на Международния комитет на византинистите в Атина (от 1961), като председател на българския национален комитет. Редактор на исторически списания и издания.
Член-кореспондент на Саксонската академия на науките от 1976 година. Плодотворен автор на множество книги, изследвания, съчинения на историческа тематика.
Неговият син, Петър Ангелов, е професор по средновековна българска история в Софийския университет. Другият му син, Георги Ангелов, работи дълги години в Центъра по Наукознание при БАН. Внукът му, Димитър Г. Ангелов (р.1972), е професор по византийска история в Историческия факултет на Харвардския университет в Бостън, САЩ, и автор на серия научни трудове.

## Памет
На академик Димитър Ангелов е наречена улица в квартал „Симеоново“ в София (Карта).